# 外出 (電視劇)
《外出》（：／），為韓國tvN於2020年5月4日起在月火連續劇時段播映的「家庭之月特輯」，由《恩珠的房間》的張正道導演與《17歲的條件》的柳寶利作家合作打造。此劇講述頑強的職場母親和她的家庭的故事，面對突如其來的悲劇，三代同堂的她們將一起面對真相的故事。

## 演員陣容

### 主要人物
| 演員   | 角色   | 介紹                                                   |
| 韓惠軫 | 韓晶恩 | 39歲，結婚14年的職場媽媽，在結婚十年後才生下一個女兒。 |
| 金美京 | 崔順玉 | 60歲，獨自扶養晶恩成人的母親。                         |
| 金太勳 | 李友哲 | 40歲，晶恩的丈夫，古典電台PD。                         |
| 尹邵熙 | 申邵熙 | 35歲，晶恩公司的約聘職員。                             |
| 金晶和 | 吳敏珠 | 39歲，晶恩第一間公司的同期，為現公司的同事。           |

### 其他人物
| 演員   | 角色   | 介紹                   |
| 鄭瑞妍 | 李宥娜 | 4歲，晶恩的女兒。      |
| 李美英 |        | 60歲後半，友哲的母親。 |
|        |        | 60歲後半，友哲的父親。 |
| 宋多恩 | 李友卿 | 30歲初，禹哲的妹妹。   |
|        | 趙部長 | 40歲中後半             |
|        |        | 人事組長，40代。       |

## 收視率
| 集數       | 播出日期   | AGB收視率        | AGB收視率      |
| 集數       | 播出日期   | 大韓民國（全國） | 首爾（首都圈） |
| ---------- | ---------- | ---------------- | -------------- |
| 1          | 2020/05/04 | 3.079%           | 3.347%         |
| 2          | 2020/05/05 | 3.222%           | 3.604%         |
| 平均收視率 | 平均收視率 | 3.151%           | 3.476%         |

- 收視最低的集數以藍色表示，收視最高的集數以紅色表示，而空格則表示該集的收視沒有相關數據。

## 同時段競爭作品
- KBS2 月火連續劇：《Born Again》
- SBS 月火連續劇：《Good Casting》

## 外部連結
- 韓國tvN官方網站 （页面存档备份，存于）

| tvN 月火劇                                  | tvN 月火劇                                                 | tvN 月火劇 |
| ------------------------------------------- | ---------------------------------------------------------- | ---------- |
|                                             | （2020年5月4日－2020年5月5日）                             |            |
| 一半的一半 （2020年3月23日－2020年4月28日） | 了解的不多也無妨，是一家人 （2020年6月1日－2020年7月21日） |            |